# Bear Lake (Utah-Idaho)
Bear Lake er en sø i staterne Idaho og Utah i USA. Søen regnes som Utahs næststørste ferskvandssø, og dens turkisblå farve, har givet den kaldenavnet "Rocky Mountains' Caribiske Hav". Farven skyldes opslæmmet kalk i vandet. 
Søen er ca. 30 km lang og 11 km bred, og den dækker et areal på 283 km². Gennemsnitsdybden er ca. 28 meter, og den største dybde er 63 meter. På grund af fortsatte landsænkninger, vokser dybden i søens østlige del hele tiden. 
Søen tilføres vand fra en række mindre vandløb, og på trods af det forholdsvis beskedne areal, opsamler søen vand fra et område på næsten 24.000 km². Søen har et enkelt større afløb, Bear River, der slutter i Great Salt Lake i Utah. 
Søens vandmiljø har ført til udviklingen af flere arter, som kun findes naturligt i netop denne sø, og selv om flere af disse er uddøde, er der stadig fx flere fisk, der er unikke for søen. 
Den sydlige del af søen ligger i Utah, mens den nordlige del ligger i Idaho. Grænsen mellem de to stater går nogenlunde midt på søen i nord/sydlig retning. 
Klimaet omkring søen er varmt og tørt om sommeren, og vandet fra søen bruges blandt andet til kunstvanding i det sydlige Idaho. Om vinteren fryser søen normalt til, og tilfrysningen kan vare det meste af foråret.
Desuden anvendes søen i vid ustrækning som rekreativt område, på trods af at søen i henhold til den lokale folklore rummer er søuhyre, det såkaldte Bear Lake Monster. Der rapporteres stadig episoder, hvor folk har set monsteret, trods det at ophavsmanden til historien for længst har indrømmet, at det hele var opspind. 

## Eksterne referencer
- Bear Lake. Utah History Encyclopedia.
- Bear Lake State Park – Utah Arkiveret 15. januar 2008 hos  Wayback Machine
- Bear Lake State Park – Idaho

42°00′N 111°20′V / 42.000°N 111.333°V